# Saint-Paul-de-Baïse
Saint-Paul-de-Baïse település Franciaországban, Gers megyében. Lakosainak száma 108 fő (2022. január 1.). Saint-Paul-de-Baïse Bonas, Jegun, Marambat, Rozès, Saint-Jean-Poutge és Vic-Fezensac községekkel határos.

## Népesség
A település népessége az elmúlt években az alábbi módon változott:
| Lakosok száma | 162  | 123  | 107  | 110  | 101  | 100  | 102  | 106  | 107  | 108  |
|               | 1968 | 1982 | 1990 | 2006 | 2013 | 2015 | 2017 | 2019 | 2020 | 2022 |